# Murata-Gewehr
Das Murata-Gewehr (jap. 村田銃, Murata-jū) war die erste im Japanischen Kaiserreich hergestellte Repetierbüchse bzw. Ordonnanzwaffe. Das Gewehr wurde von Major Murata Tsuneyoshi (jap. 村田経芳) 1880 entwickelt und wurde in verschiedenen Varianten bis 1905 produziert. Als einzige Waffe der Kaiserlich Japanischen Streitkräfte wurde das Kanji-Monogramm der Murata-Familie auf ihr gestempelt.

## Entwicklung

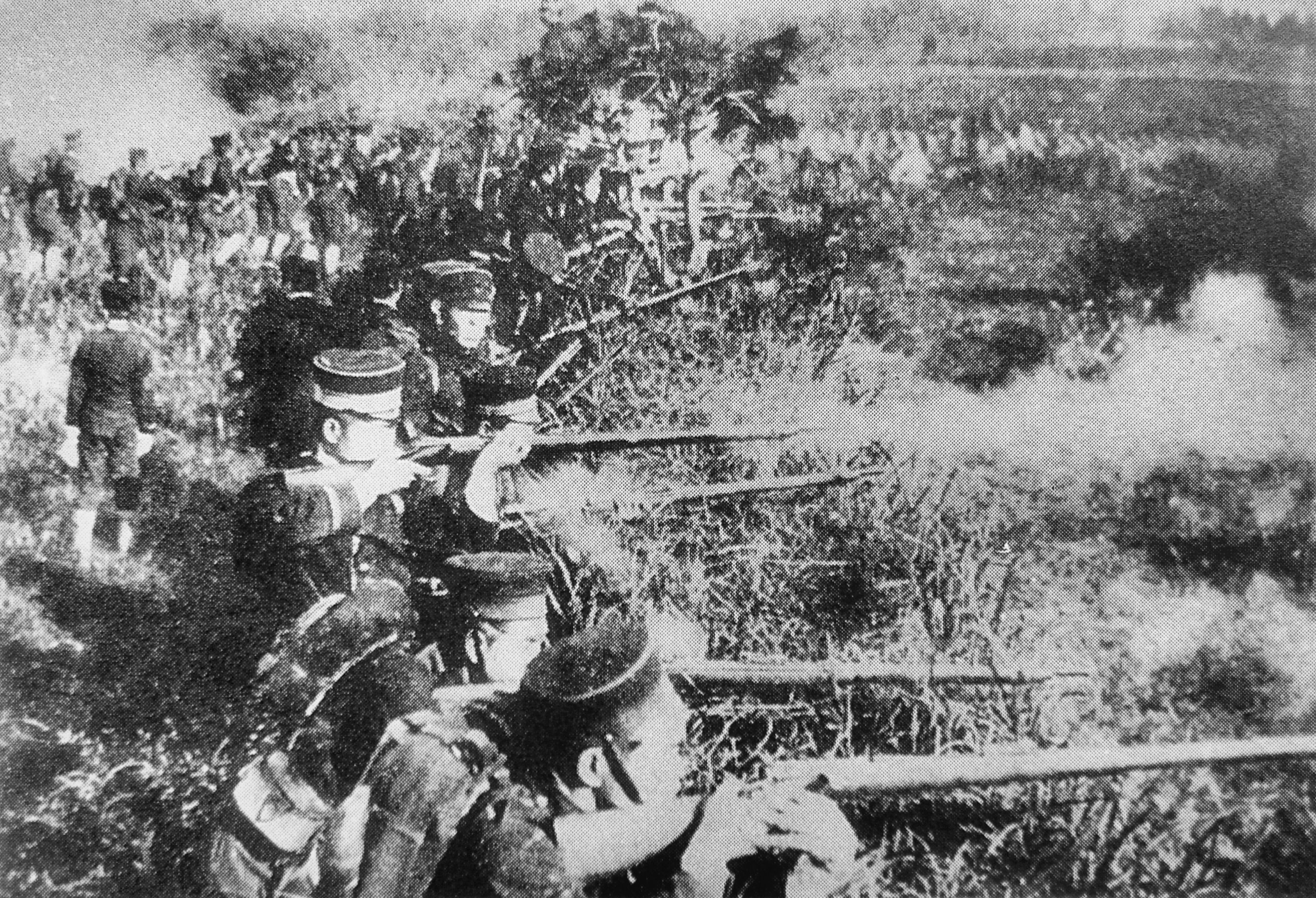
Soldaten des Kaiserlich Japanischen Heeres feuern während des Ersten Japanisch-Chinesischen Krieges ihre Murata-Typ-22-Gewehre ab.

Die ersten Truppen des Kaiserlich Japanischen Heeres wurden zwischen 1867 und 1880 mit aus Europa importierten Gewehren wie dem französischen Chassepot, dem britischen Snider–Enfield oder dem Spencergewehr ausgestattet. Erst 1880 entwickelte Major Murata ein Einzellader-Gewehr, das Murata Typ 13, das Schwarzpulverpatronen im Kaliber 11 mm verschoss. Die Modellbezeichnung Typ 13 bezieht sich auf das Jahr der Einführung; 1880 war das 13. Thronjahr des amtierenden Kaisers Meiji.
Bereits drei Jahre später präsentierte Murata eine weiterentwickelte Version seines Gewehrs, das Typ 16, und zwei weitere Jahre später das Typ 18. Diese hatten einige Veränderungen in der Mechanik und der Aufpflanzvorrichtung für das Bajonett, waren aber nach wie vor Einzellader. Sowohl das Typ 16 als auch das Typ 18 ähnelten sehr dem niederländischen Dutch Beaumont M71.
1889, nur vier Jahre nach der Vorstellung des Typ 18, stellte Murata das Typ 22 vor, das erhebliche Verbesserungen gegenüber seinen Vorgängern aufwies. Das Typ 22 war eine Repetierbüchse, die mit einem von unten einführbaren 8-Patronen-Magazin ausgestattet war. Die neue Waffe hatte ein reduziertes Kaliber von 8 mm und benutzte rauchschwaches Pulver als Treibladung. Das Typ 22 war das erste japanisch produzierte Ordonnanzgewehr, das im Fronteinsatz (Erster Japanisch-Chinesischer Krieg 1894/95 und Boxeraufstand) verwendet wurde. Es wurde bis 1905 produziert, aber seit 1895 schrittweise durch das neue japanische Ordonnanzgewehr, das Arisaka Typ 30, ersetzt.

## Markierungen

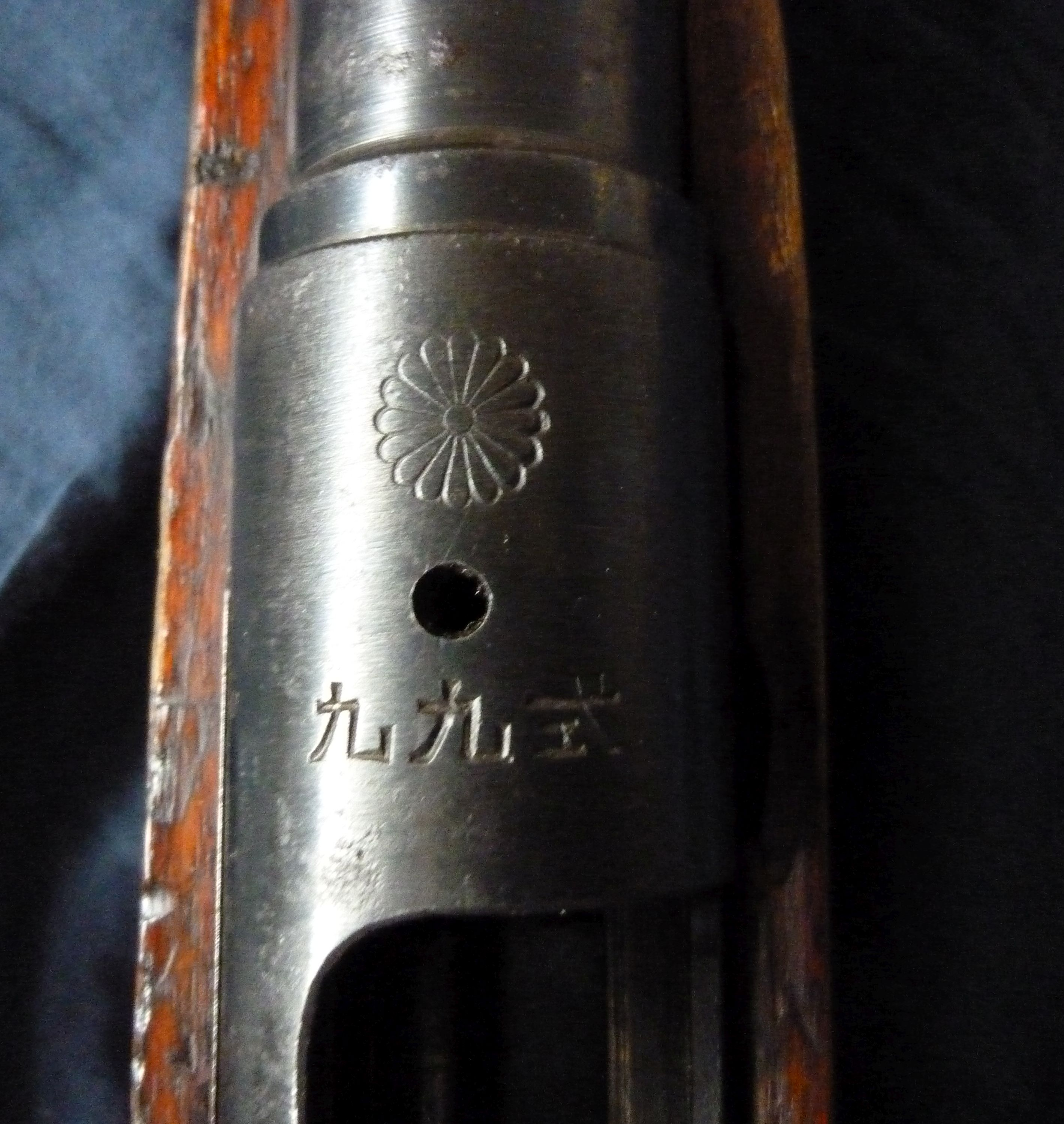
Beispiel für einen Kaiserlichen Chrysantheme-Stempel als Zeichen, dass die Waffe persönliches Eigentum des Tennō ist. Die abgebildete Waffe ist ein Arisaka Typ 99. Chrysanthemen auf Murata-Gewehren waren wesentlich kleiner.

Auf den Murata-Gewehren befinden sich zahlreiche Markierungen bzw. Stempel wie dies auf den meisten Kaiserlich Japanischen Waffen üblich war. Nachfolgend Markierungen auf einem Typ 18 Gewehr:
- Rechts neben dem Repetierverschluss: Meiji (jap. 明治 Meiji) + 13 bzw. 18 bzw. 22 + Jahr
- Zwischen Repetierverschluss und Lauf: Kaiserliche Chrysantheme (als Zeichen, dass die Waffe persönliches Eigentum des Tennō ist)
- Lauf vorne links: Seriennummer (in arabischen Ziffern)
- Lauf vorne links: Kaiserreich Großjapan + Murata + Gewehr (alles in Kanji)
- Laufe vorne links: Herstellungsarsenal + Herstellungsort (alles in Kanji)

Hinweis: Die Kaiserliche Chrysantheme wurde, nach dem die jeweilige Waffe nicht mehr vom Kaiserlichen Heer verwendet wurde, durch ein X überstempelt.

## Versionen

### Murata Typ 13
Ein typisches Merkmal des Murata Typ 13 ist der Kammerstängel, der im verriegelten Zustand horizontal rechts aus der Systemhülse ragt. Er hat an seinem äußeren Ende eine große Schraube, unter der sich, ähnlich wie bei dem Dutch Beaumont M71, die V-förmige Blatt-Schlagfeder verbarg, die den Schlagbolzen auf die Patrone schnellen ließ. Es verschoss 11×60-m-R-Murata-Randpatronen. Das zum Gewehr gehörende Typ-13-Bajonett konnte seitlich links vom Gewehrlauf aufgepflanzt werden.
Insgesamt wurden rund 70.000 Typ 13 (Seriennummern 1–70.000) hergestellt.

### Murata Typ 16 und 18

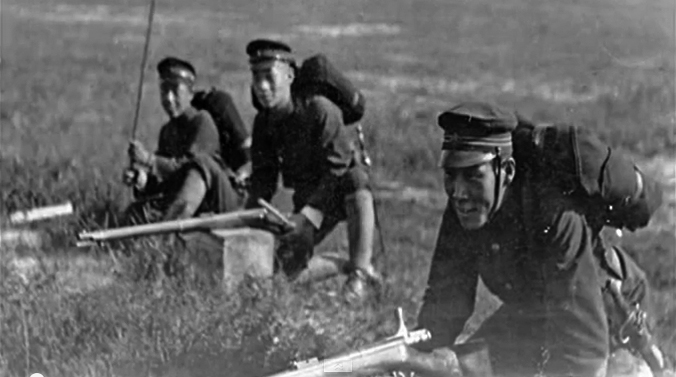
Japanische Soldaten mit Typ-18-Murata-Gewehren. Der Schütze im Vordergrund hat den Verschluss seiner Waffe geöffnet (Kammerstängel steht senkrecht nach oben), um die nächste Patrone einlegen zu können. Um 1890

Da beim Typ 13 einige Brüche des Schaftes vorgekommen waren, wurden die Systemverlängerung beim Typ 16/18 verstärkt. Die Anzahl der Laufhaltebänder wurde von drei auf zwei reduziert. Die Werkzeuge für die Gewehrproduktion wurden von der amerikanischen Firma Winchester Repeating Arms Company geliefert. Die komplette Fertigung fand im Japanischen Kaiserreich statt. Es verschoss ebenfalls die Murata-Randpatronen 11 × 60 mm R. Das zum Gewehr gehörende Typ-18-Bajonett konnte seitlich links vom Gewehrlauf aufgepflanzt werden. Die 4,09 kg schwere Waffe hatte eine Länge von 1276 mm. Die Länge des Laufes betrug 830 mm.
Insgesamt wurden rund 80.000 Typ 18 (Seriennummern 70.001–150.000) hergestellt. Von der Karabiner-Version wurden etwa 10.000 hergestellt.

### Murata Typ 22
Das Typ 22 war eine erhebliche Weiterentwicklung und das erste japanische Ordonnanzgewehr, bei dem ein Magazin mit mehreren Patronen eingeführt werden konnte. Es gab ein Typ-22-Standardmodell mit 8-Schuss-Magazin, während beim Typ-22-Karabiner nur ein 5-Schuss-Magazin verwendbar war. Die Waffe war für die Murata-Patrone 8 × 53 mm R eingerichtet. Die Länge der Waffe hatte sich ebenfalls verkürzt und betrug 1207 mm einhergehend mit einem verkürzten Lauf von 750 mm. Das Gewicht lag bei 3,9 kg. Das zum Gewehr gehörende Typ 22 Bajonett konnte, anders als bei seinen Vorgängern, unterhalb des Gewehrlaufes aufgepflanzt werden.

### Zivile Ausführung des Typ 22
Nachdem die Typ-22-Gewehre ausgemustert waren, wurden manche zu Schrotgewehren umgerüstet.